# میدان نفتی آذر
میدان نفتی آذر، یکی از میدان‌های نفتی ایران می‌باشد که در شهرستان مهران در استان ایلام واقع شده‌است. مخزن این میدان با میدان نفتی بدرای عراق مشترک است و در امتداد میدان نفتی چنگوله واقع است.
این میدان دارای ۲ میلیارد و ۵۰۰ بشکه نفت خام درجا است، میزان نفت قابل استحصال از این میدان ۴۰۰ میلیون بشکه نفت برآورد می‌شود.
طرح توسعه این میدان به شرکت‌های استات اویل نروژ گازپروم روسیه واگذار شده بود که این شرکت در سال ۲۰۰۸ به موجب پیروی از تحریم‌های علیه ایران از ادامه همکاری در توسعه این میدان انصراف دادند. در حال حاضر طرح توسعه این میدان بر عهده شرکت مهندسی و توسعه نفت گذاشته شده‌است. بانک صادرات ایران نیز به عنوان تأمین‌کننده مالی این پروژه در نظر گرفته شده‌است.
فاز اول واحد تولید زودهنگام این میدان نفتی، در سال۱۳۹۵ با حضور وزیر نفت به بهره برداری رسید و در سال ۱۳۹۹ با افتتاح و بهربرداری نهایی از این میدان تا مدت ۲۵سال، روزانه ۵۰ تا ۶۵ هزار بشکه نفت خام سبک با درجه API ۳۲ ( گرانترین نوع نفت خام) از این میدان برداشت میشود که سالیانه معادل ۲۳ میلیون بشکه نفت خام میباشد . همچنین نفت و گاز برداشت شده از این میدان قرار است توسط دو خط لوله ۱۶ اینچ به دهلران منتقل شود.